# San Marcial de Rubicón

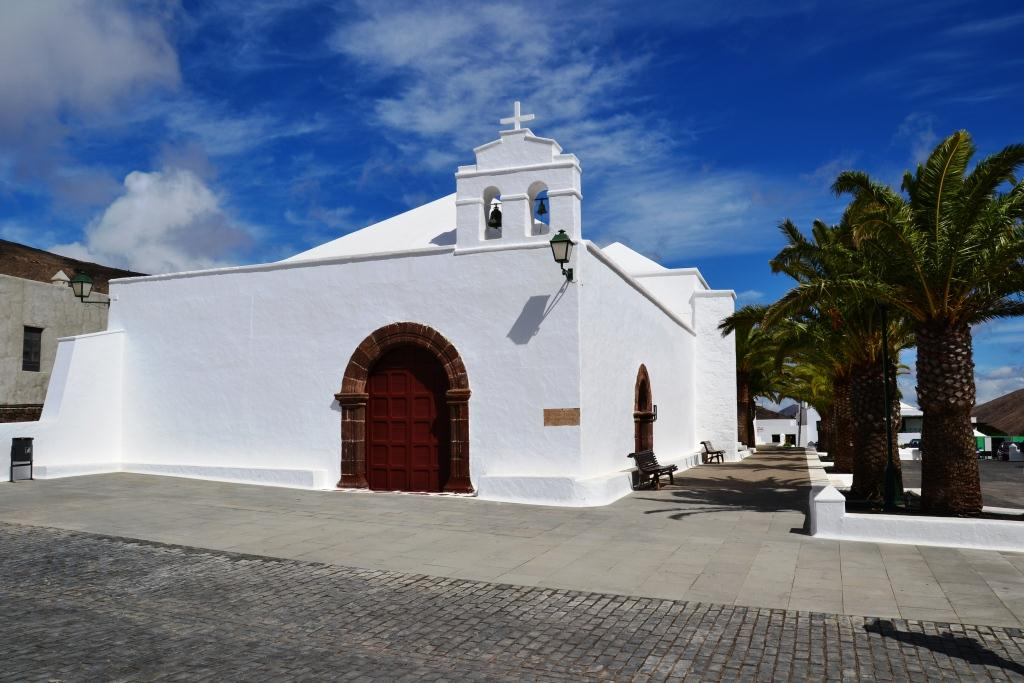
Kirche de San Marcial de Rubicón

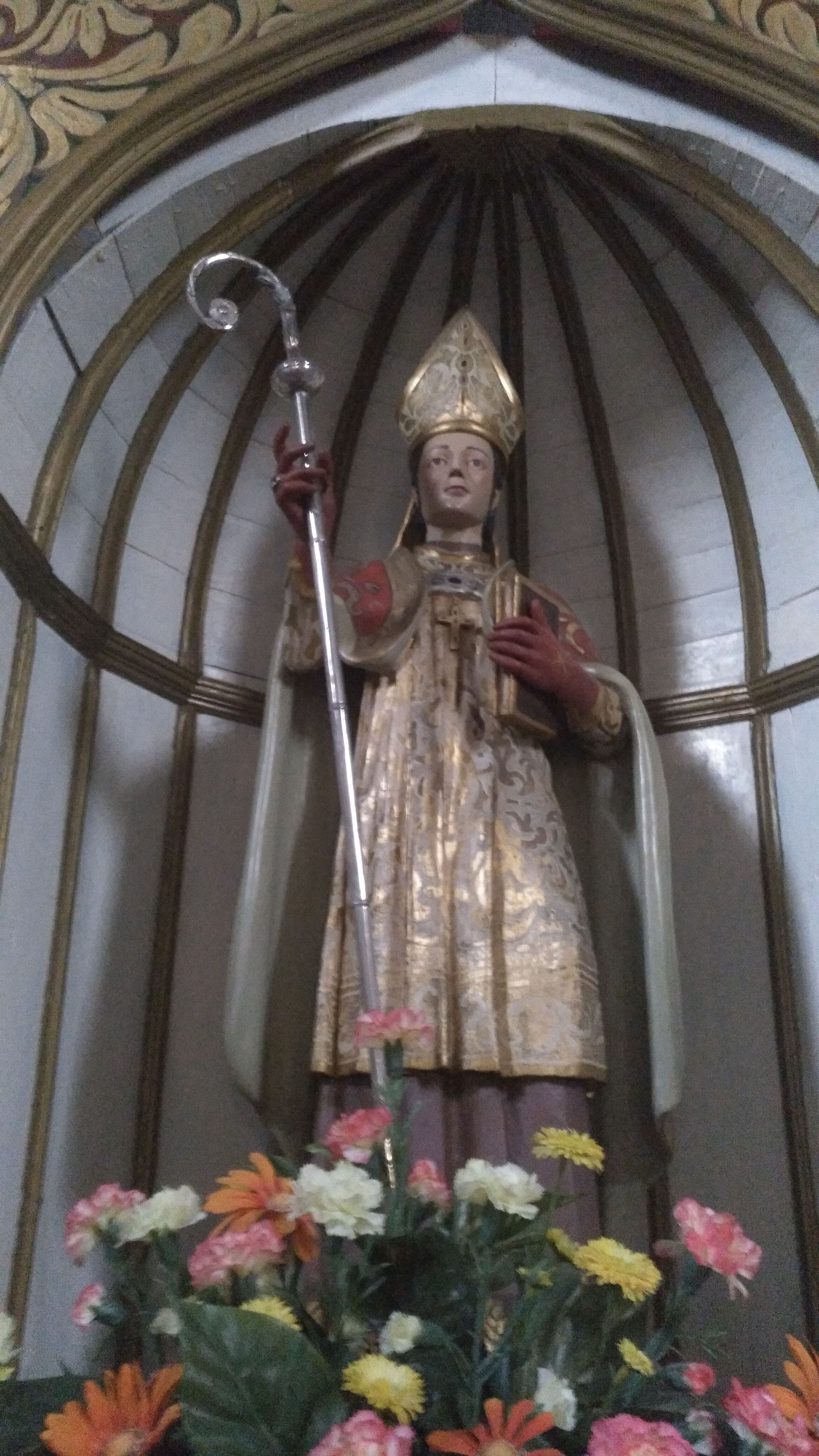
Skulptur von St. Martial von Limoges

Die Ermita de San Marcial del Rubicón, auch Ermita de San Marcial de Limoges, ist eine katholische Kirche in Femés auf der zu Spanien gehörigen Insel Lanzarote.

## Geschichte
In der Kirche befindet sich ein Bildnis des Schutzpatrons der Insel und des Bistums Kanarische Inseln, der heilige Martial von Limoges. Dadurch ist die Kirche ein Wallfahrtsort.
Die ursprüngliche Kirche, die Catedral de San Marcial de Limoges, stand ursprünglich an der Küste und war die erste Kathedrale des Bistums Rubicón. Dort war sie aber immer wieder Piratenangriffen ausgesetzt. 1483 verlegte man die Diözese nach Las Palmas de Gran Canaria und nannte sie Diócesis Canariense-Rubicense. Das Kirchengebäude wurde später an einer höher gelegenen Stelle neu erbaut und steht heute rund 350 Meter über dem Meeresspiegel unterhalb des Berges Atalaya de Femés.
Zur Zeit der großen Vulkanausbrüche auf Lanzarote war die Kirche 1730 bis 1736 ein Zufluchtsort. Zeitweise befand sich auch ein Sanatorium und ein Waisenhaus für Kinder in den Gebäuden.
Am 25. Februar 1730 wurde Don Andrés Lorenzo Curbelo Pfarrer der Kirche in Fémes. Er schrieb eine Chronik der Vulkanausbrüche der Insel im 18. Jahrhundert.